# Сава (село)
Вижте пояснителната страница за други значения на Сава.
Сава е село в Североизточна България. То се намира в община Дългопол, област Варна.

## История
Районът на селото е заселен от древността. За това свидетелства намиращата се 1 км северно от селото на десния бряг на река Голяма Камчия селищна могила. След първоначалните разкопки през 1953 в нея са открити предмети в девет жилищни хоризонта от периода на халколита. Находките от т.нар. Култура Сава, както и от по-късната ранножелязна епоха днес се съхраняват в Историческия музей в град Дългопол.
След Освобождението селото носи името Савва. Селското читалище „Светлина“ е основано през 1915. През периода 1941-1944 в селото са укривани партизани от Приморски народоосвободителен отряд „Васил Левски“.

## География и стопанство
Сава отстои на 5 км югоизточно от Дългопол и на 80 км югозападно от областния център Варна, като освен с посочените градове съществуват автотранспортни връзки и с Провадия. Селото се намира в долината на Голяма Камчия, а на километър на изток са бреговете на язовир „Цонево“. На юг от Сава започват склоновете на Коджа балкан.
Климатът е умереноконтинентален със слабо черноморско влияние.
Почвите са сиви горски, развива се овощарство и овцевъдство.

## Население
Численост на населението според преброяванията през годините:
| \| Година на преброяване \| Численост \| \| --------------------- \| --------- \| \| 1934 \| 972 \| \| 1946 \| 843 \| \| 1956 \| 734 \| \| 1965 \| 563 \| \| 1975 \| 408 \| \| 1985 \| 409 \| \| 1992 \| 388 \| \| 2001 \| 349 \| \| 2011 \| 236 \| \| 2021 \| 176 \| |           |
| Година на преброяване | Численост |
| 1934 | 972       |
| 1946 | 843       |
| 1956 | 734       |
| 1965 | 563       |
| 1975 | 408       |
| 1985 | 409       |
| 1992 | 388       |
| 2001 | 349       |
| 2011 | 236       |
| 2021 | 176       |

### Етнически състав

#### Преброяване на населението през 2011 г.
Численост и дял на етническите групи според преброяването на населението през 2011 г.:
|                     | Численост | Дял (в %) |
| Общо                | 236       | 100.00    |
| Българи             | 202       | 85.59     |
| Турци               | 9         | 3.81      |
| Цигани              | 14        | 5.93      |
| Други               | ?         | ?         |
| Не се самоопределят | ?         | ?         |
| Неотговорили        | 9         | 3.81      |